# Douglas J. Mink
Jessica Mink, nata Douglas John (Elgin, febbraio 1951), è un'astronoma statunitense. Si occupa di sviluppo di software astronomico ed è addetto all'archivio dati dell'Harvard-Smithsonian Center for Astrophysics.  
Ha fatto parte del team che ha riscoperto il sistema di anelli attorno a Urano.
Mink è nato ad Elgin, nell'Illinois. Si è diplomato presso la Dundee Community High School nel 1969. Ha ottenuto la laurea in scienze planetarie presso il MIT.